# Gift im Zoo
Gift im Zoo ist ein Ende 1951 entstandener, deutscher Kriminalfilm mit Carl Raddatz, Irene von Meyendorff und Ernst Schröder in den Hauptrollen. Die Dreharbeiten begannen unter der Regie des bis dahin nahezu ausschließlich für die kommunistisch gesteuerte DEFA arbeitenden Wolfgang Staudte, der jedoch bald in das Räderwerk der „großen Politik“ und des West-Ost-Gegensatzes geriet und daraufhin durch Hans Müller ersetzt wurde.

## Handlung
In Hagenbecks Tierpark in Hamburg geht die Angst um. Eine Reihe von Tieren ist auf mysteriöse Weise gestorben; zuletzt hat es ein Zebra getroffen. Die Mitarbeiter wissen sich keinen Rat, die Tode lassen sich medizinisch nicht erklären. Zoodirektor Dr. Rettberg bittet seinen alten Freund, den Kriminalrat Glasbrenner, zu sich, um ihn um Mithilfe zu bitten. Als auch das Nashorn Jonathan, das Prunkstück des Zoos, einen Abszess zeigt, geht Rettberg persönlich ins Gehege, um einen Abstrich zu nehmen. Dabei wird er von dem mächtigen Tier vorübergehend außer Gefecht gesetzt. Glasbrenner geht inoffiziell der Sache nach. Auch die erst seit sieben Wochen im Zoo anwesende Dompteuse Vera Pauly, die eigentlich im Zirkus arbeitet, gerät anfänglich in Verdacht. Gleichfalls verdächtig ist der Zooverwalter Heinz Beck, der vor Rettbergs Ankunft den Zoo ein Jahr lang kommissarisch geleitet hat. Beck hat eine dunkle Vergangenheit, war er doch vor dem Krieg in Kattowitz angeklagt, verbotene Vivisektionen und Experimente mit chemischen Präparaten gemacht zu haben. Es kam damals zu einem Freispruch aus Mangel an Beweisen.
Bald wird klar, dass Beck es nicht verwunden hat, dass man ihm nach nur einem Jahr Dr. Rettberg vor die Nase gesetzt hat. Becks Arbeit in leitender Position wird nicht mehr benötigt und er muss sich wie schon zuvor mit Hilfstätigkeiten zufriedengeben und den Anweisungen des neuen Zoodirektors Folge leisten. Durch eine Unachtsamkeit Becks kann eine Kobra ausbrechen und beißt eine Ziegenmutter. Im letzten Moment kann Rettberg die Ziege mit einer Spritze retten. Dafür ist am folgenden Morgen ihr Junges, das Ziegenböckchen, tot. Die Untersuchungen ergeben, dass die unlängst verschiedenen Tiere an Natriumfluorid eingegangen sind. Somit handelt es sich bei den Sterbefällen eindeutig um Giftanschläge. Noch am selben Morgen findet Vera einen Junglöwen tot auf. Auch der Schimpanse macht einen sehr lethargischen Eindruck.
Kriminalpolizist Glasbrenner ahnt, dass hinter den Anschlägen nur jemand stecken kann, der Rettberg desavouieren und beweisen will, dass dieser nicht befähigt ist, einen Zoo zu leiten. Derweil ist ein Elefant, dem es sehr schlecht geht, das nächste Opfer des Giftspritzers. Auch er erhielt Natriumfluorid gespritzt. Es stellt sich heraus, dass tatsächlich Beck hinter den Anschlägen steckt. Dieser sucht die Konfrontation mit Rettberg und wirft ihm vor, den „Laden“ nicht im Griff zu haben. Beck verlangt, dass endlich die Kriminalpolizei, die trotz regelmäßiger Besuche von Kriminalrat Glasbrenner offiziell nicht eingeschaltet wurde, endlich dazugezogen wird. Bei den Untersuchungen im Zoo findet sich schließlich ein Giftfläschchen in Vera Paulys Wohnwagen, das Beck kurz zuvor dort deponiert hat, um diese in Verdacht zu bringen. Durch einen Trick kann Glasbrenner jedoch Beck endgültig als Täter entlarven. Der flieht, kurz nachdem er in Vera Paulys Wohnwagen ein Feuer gelegt hat, ins Freie, verfolgt von der Kripo im Dunkel der Nacht. Beck versteckt sich im Eisbärgehege, wo er seine Natriumfluorid-Vorräte versteckt hat. Bei einem Sturz von einem Felsen kommt er zu Tode. Am Schluss betätigt sich Kriminalrat Glasbrenner gegenüber Vera und Rettberg als Eheanbahner.

## Produktionsnotizen
Die Dreharbeiten fanden von Mitte Oktober bis Mitte November 1951 unter dem Arbeitstitel Gift im Atelier Hamburg-Wandsbek und im Hamburger Tierpark Hagenbeck statt. Dietrich von Theobald und Werner Ludwig waren die Produktionsleiter, Heinz Pehlke arbeitete als einfacher Kameramann unter Chefkameramann Ekkehard Kyrath. Herbert Kirchhoff und Albrecht Becker zeichneten für die Filmbauten verantwortlich. Hans Ebel sorgte für den Ton. Tierpark-Besitzer Carl-Heinz Hagenbeck und Hagenbeck-Verwalter Kurt Wegener wurden als Berater in allen zoologischen Fragen verpflichtet. Regisseur Wolfgang Staudte drehte in der ersten Woche die Außenaufnahmen bei Hagenbeck. Nach einer Auseinandersetzung mit dem Bundesministerium des Innern legte er die Regie nieder.
Die Uraufführung fiel auf den 24. Januar 1952 in der Lichtburg in Essen. Die deutsche Fernseherstausstrahlung fand am 10. Juli 1959 in der ARD statt.

## Wissenswertes
Die Geschichte wurde von Vorgängen inspiriert, die 1948/49 den Zoo Frankfurt erschütterten: dort kam es in dieser Zeit zu mehreren mysteriösen Tier-Tötungen. Daraufhin begann Matthes 1949 einen entsprechenden Filmstoff zu entwickeln. In der ersten Fassung sollte der Zoodirektor selbst als (schizophrener) Täter entlarvt werden. Bei diesem Filmende zeigte sich der Bonner Bürgschaftsausschuss nicht bereit, für das im April 1951 eingereichte Manuskript eine Ausfallbürgschaft zu übernehmen. Darauf musste Drehbuchautor Edgar Kahn ein alternatives Ende entwickeln. Diese Fassung erhielt die benötigte finanzielle Absicherung der Bundesregierung.
Der von Produzent Matthes vorgesehene Regisseur Staudte sollte Anfang Oktober 1951 mit den Dreharbeiten in Hamburg beginnen. Mit dem DEFA-Film Der Untertan hatte er in demselben Jahr bereits Furore gemacht. Staudte, der mit dem Kahn‘schen Drehbuch nicht einverstanden war, geriet kurz darauf in die Schusslinie der Bonner Politik. Es kam nämlich das Gerücht auf, er habe am 1. Mai 1951 in Ostberlin eine Lobrede auf Stalin gehalten. Es stellte sich jedoch heraus, dass es sich dabei um eine bewusste Falschmeldung handelte, gestreut von interessierten Kreisen, um den DEFA-Starregisseur zu verhindern. Staudte konnte nachweisen, dass er zu diesem Zeitpunkt ganz woanders gewesen war, nämlich als Gast eines von der französischen Hohen Kommission veranstalteten Filmtreffens im Hotel Herbrecht in Bacharach.
Dennoch stellte sich Bonn quer und verlangte von Staudte, wenn der Film eine Ausfallbürgschaft bekommen wolle, dass der für Gift im Zoo engagierte Regisseur erstens einen „deutlichen antikommunistischen Artikel“ publizieren solle, zweitens dem Bonner Innenministerium gegenüber eine Erklärung abzugeben habe, der zufolge er in Zukunft nicht mehr bei der DEFA arbeiten werde, und drittens „möglichst bald einen antikommunistischen Film“ inszenieren solle. Als Staudte dieses Ansinnen brüsk ablehnte und nach Ostberlin zurückkehrte, verpflichtete Matthes den weithin unbekannten Regisseur Müller. Dieser drehte den Film, mit anfänglicher Unterstützung durch Staudte, zu Ende. Müller erhielt im Vorspann die alleinige Namensnennung.

## Auszeichnungen
Die FBL verlieh dem Film das Prädikat wertvoll.

## Kritiken
Filmkritiker Hans Helmut Prinzler befand: „Die Atmosphäre im Tiergarten ist liebevoll beobachtet und hat auch komische Momente, das Finale ist effektvoll in Szene gesetzt, die Schwarzweißaufnahmen von Ekkehard Kyrath haben eigene Qualitäten. Auch wenn man als Zuschauer den Täter früh erkennt, gibt es in den 80 Minuten viele Überraschungen.“
Im Lexikon des Internationalen Films heißt es: „Ein biederer, aber gut gebauter und gespielter Kriminalfilm, der auf effekthascherische Sensationen verzichtet.“